# Visita del papa Francisco a Perú
El viaje apostólico del papa Francisco a Perú se realizó desde el 18 al 21 de enero de 2018, e incluyó las ciudades de Lima, Puerto Maldonado. Fue la tercera visita papal realizada a dicho país, luego de las visitas de Juan Pablo II al Perú en 1985 y 1988. La visita fue antecedida por la visita oficial a Santiago, Temuco e Iquique en Chile.

## Antecedentes

### Históricos
El papa Juan Pablo II visitó en dos ocasiones Perú (en 1985 y 1988) en el periodo conocido como la época del terror, convulsión política y crisis económica hiperinflacionaria que se desarrollaba en el país. En dicha ocasión, fueron visitadas las ciudades de Lima, Trujillo, Arequipa, Cusco, Ayacucho, Piura, Callao, e Iquitos.

### Generales

#### Anuncio de la venida de Francisco

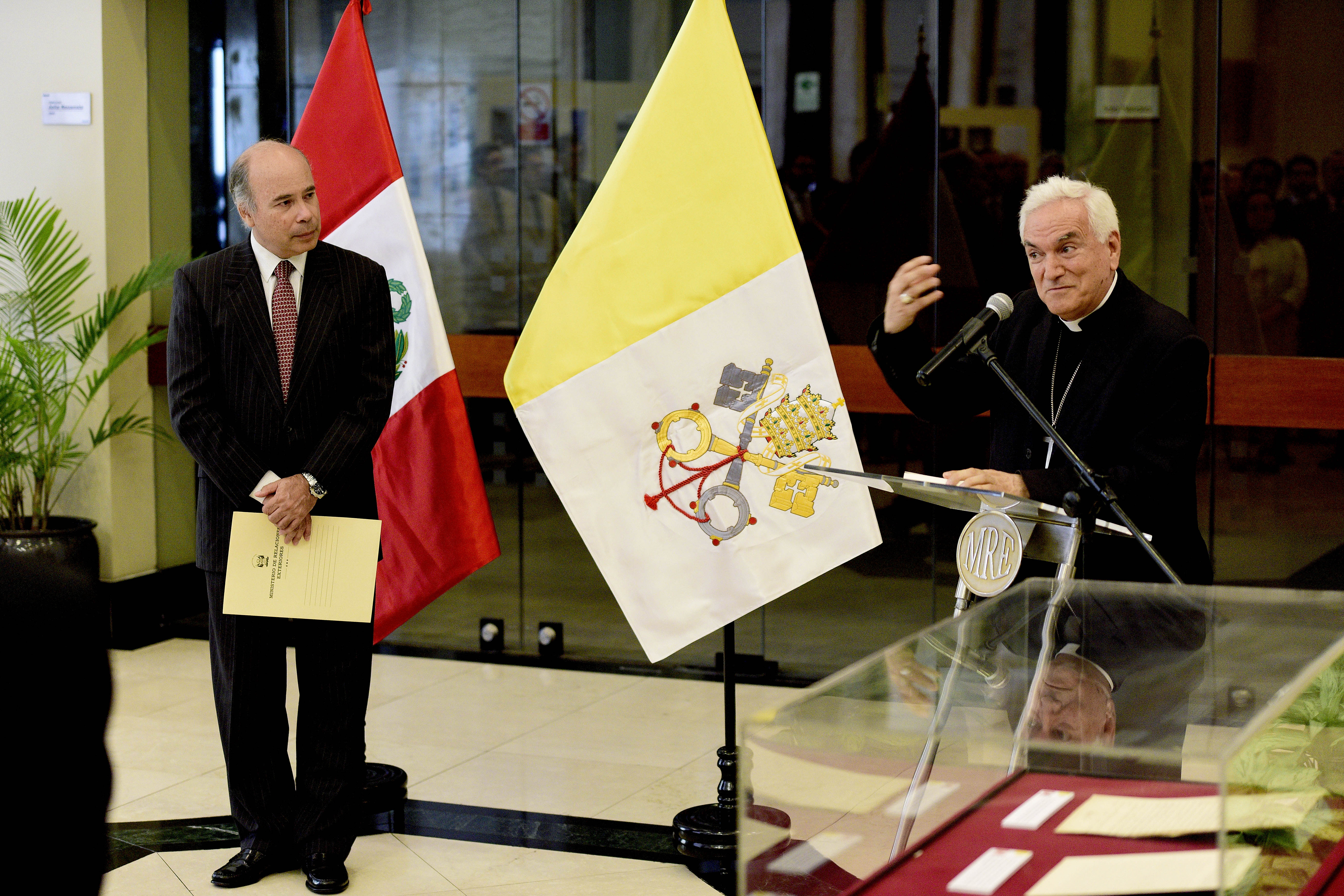
Reunión en la Cancillería de Lima entre el representante de la nuncia apostólica vaticana Nicola Girasoli y el diplomático peruano Eric Anderson, como antesala a la llegada de Francisco (10 de enero).

El 19 de junio de 2017, el representante de la Nunciatura Apostólica en el Perú, Grzegorz Piotr, anunció la realización de la visita papal a Perú.

El 22 de septiembre de 2017, el presidente del Perú Pedro Pablo Kuczynski realizó un viaje a la Santa Sede para invitar formalmente al papa a realizar una visita apostólica al Perú.
La visita del Papa se da en medio de investigaciones por presuntos abusos en la organización Sodalicio de Vida Cristiana. En diciembre del 2017, la fiscalía pidió una orden de prisión contra el líder fundador Luis Figari por los presuntos delitos de asociación ilícita para delinquir y lesiones graves. El 10 de enero de 2018, el Vaticano dispuso la intervención de la organización.

#### Viaje del presidente al Vaticano
El presidente de la República Pedro Pablo Kuczynski realizó en septiembre de 2017 un viaje al Estado de la Ciudad del Vaticano y se reunió con el papa Francisco en la Biblioteca Apostólica Vaticana en donde acordaron los detalles del viaje del sumo pontífice al Perú.

#### Visita papal a Chile
Antes de iniciar la visita al Perú, el papa Francisco realizó un viaje apostólico a la República de Chile entre el 15 y el 18 de enero, en donde visitó las ciudades de Santiago, Temuco e Iquique, siendo esta última al norte del país en donde Francisco finalizó su visita y realizó el viaje para llegar a Lima, capital del Perú.

## Organización
La organización de la visita del papa tuvo un costo de US$ 11.4 millones. Para la organización, se creó una Comisión Extraordinaria de Alto Nivel encargada de los lineamientos, estrategias y acciones. La visita fue declarada de interés nacional. La organización estuvo a cargo del ministro de Trabajo y Promoción del Empleo Alfonso Grados. El gobierno declaró feriado para Puerto Maldonado (19 de enero) y Trujillo (20 de enero).
El himno oficial de la visita papal fue escogido en un concurso nacional organizado por la Conferencia Episcopal Peruana. La canción ganadora fue "Con Francisco a caminar" de autoría y composición de Óscar Quiñones Enciso y la interpretación junto a su hermana Elizabeth y la comunidad parroquial de la Buena Nueva, del distrito de San Juan de Lurigancho.
El 19 de agosto de 2017 la Conferencia Episcopal Peruana (CEP) y la Secretaría del Estado del Vaticano presentaron el logotipo oficial de la visita del Papa Francisco al Perú. Consta de dos manos, de color rojo y otra amarillo por las banderas de ambos Estados. Tiene un mapa del Perú y la imagen del Papa. El lema fue «Unidos por la esperanza».
Durante la misa en Lima, se desplazaron 7000 policías y 1000 militares en diferentes puntos de la base aérea Las Palmas y se contó con el apoyo de los 30 000 voluntarios de la guardia del papa conformado por jóvenes peruanos, así también con el apoyo del Cuerpo General de Bomberos Voluntarios del Perú como  médicos del SAMU. Puerto Maldonado fue resguardado por 2600 efectivos.

## Cronograma

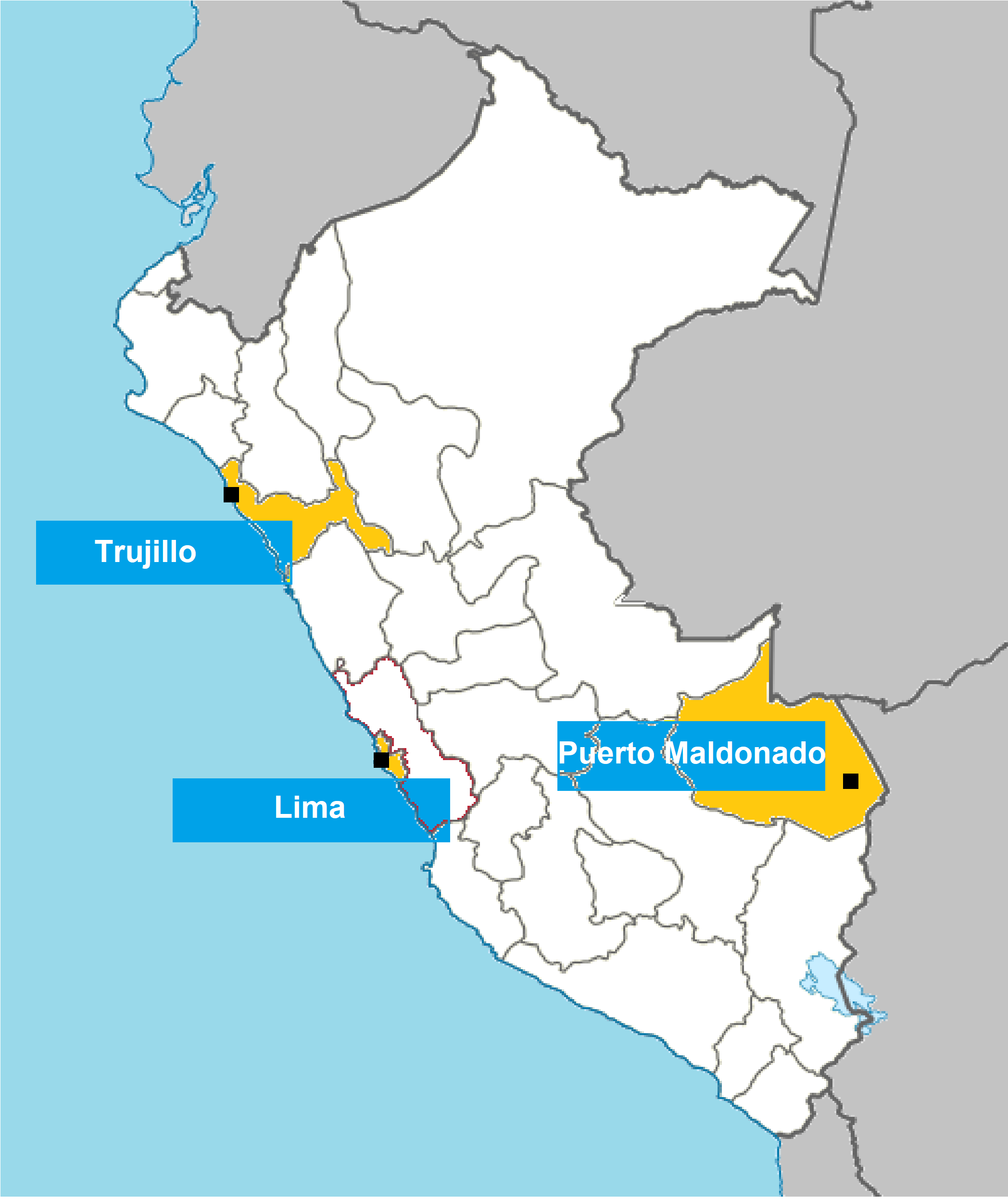
Mapa con la ubicación de las ciudades que Francisco visitó en Perú, con sus respectivos departamentos y provincias en color amarillo.

El 13 de noviembre de 2017 la Conferencia Episcopal Peruana dio a conocer el itinerario del papa Francisco.
| Día                         | Hora  | Lugar                                  | Ciudad           | Actividad |
| --------------------------- | ----- | -------------------------------------- | ---------------- | --- |
| Jueves 18 de enero de 2018  | 17:20 | Aeropuerto Internacional Jorge Chávez  | Lima             | Bienvenida a Perú.                                                                                            |
| Viernes 19 de enero de 2018 | 10:30 | Coliseo Regional Madre de Dios         | Puerto Maldonado | Encuentro con los pueblos amazónicos                                                                          |
| Viernes 19 de enero de 2018 | 11:30 | Instituto Jorge Basadre                | Puerto Maldonado | Encuentro con la población                                                                                    |
| Viernes 19 de enero de 2018 | 12:15 | Hogar Principito                       | Puerto Maldonado | Visita |
| Viernes 19 de enero de 2018 | 13:15 | Centro Pastoral Apaktone               | Puerto Maldonado | Almuerzo con representantes de los pueblos amazónicos                                                         |
| Viernes 19 de enero de 2018 | 16:45 | Grupo Aéreo Nº 8                       | Lima             | Visita a la capilla de la base aérea                                                                          |
| Viernes 19 de enero de 2018 | 16:45 | Palacio de Gobierno                    | Lima             | Encuentro con las autoridades, la sociedad civil y con el cuerpo diplomático.                                 |
| Viernes 19 de enero de 2018 | 17:15 | Palacio de Gobierno                    | Lima             | Reunión con el presidente Pedro Pablo Kuczynski.                                                              |
| Viernes 19 de enero de 2018 | 19:00 | Iglesia de San Pedro                   | Lima             | Encuentro privado con sacerdotes jesuitas.                                                                    |
| Sábado 20 de enero de 2018  | 10:00 | Playa de Huanchaco                     | Trujillo         | Santa Misa |
| Sábado 20 de enero de 2018  | 12:15 | Barrio de Buenos Aires                 | Trujillo         | Recorrido en papamóvil.                                                                                       |
| Sábado 20 de enero de 2018  | 15:00 | Catedral de Trujillo                   | Trujillo         | Breve visita                                                                                                  |
| Sábado 20 de enero de 2018  | 15:30 | Colegio Seminario SS. Carlos y Marcelo | Trujillo         | Encuentro con sacerdotes, religiosos, seminaristas de las circunscripciones eclesiásticas del norte del Perú. |
| Sábado 20 de enero de 2018  | 16:45 | Plaza de Armas de Trujillo             | Trujillo         | Celebración Mariana - Virgen de la Puerta                                                                     |
| Domingo 21 de enero de 2018 | 9:15  | Santuario del Señor de los Milagros    | Lima             | Oración de la Hora Tercia con las religiosas de vida contemplativa.                                           |
| Domingo 21 de enero de 2018 | 10:30 | Catedral de Lima                       | Lima             | Oración con las reliquias de los santos peruanos                                                              |
| Domingo 21 de enero de 2018 | 10:50 | Palacio Arzobispal                     | Lima             | Encuentro con los obispos                                                                                     |
| Domingo 21 de enero de 2018 | 12:00 | Plaza de Armas de Lima                 | Lima             | Ángelus |
| Domingo 21 de enero de 2018 | 12:30 | Nunciatura Apostólica                  | Lima             | Almuerzo con el séquito papal                                                                                 |
| Domingo 21 de enero de 2018 | 16:15 | Base aérea de Las Palmas               | Lima             | Santa Misa |
| Domingo 21 de enero de 2018 | 18:30 | Aeropuerto Internacional Jorge Chávez  | Lima             | Despedida de Perú. Viaje a Roma, Italia.                                                                      |

### Llegada a Perú (jueves 18 de enero)
La comitiva oficial de la Santa Sede llegó a las 4:32 p. m.. al Grupo Aéreo n.° 8, procedente de Iquique (Chile). Francisco fue recibido por el presidente Pedro Pablo Kuczynski, la primera dama Nancy Lange, el nuncio apostólico Nicola Girasoli, el arzobispo de Lima cardenal Juan Luis Cipriani, el presidente de la Conferencia Episcopal Peruana monseñor Salvador Piñeiro, los obispos peruanos y los ministros de Estado. Posteriormente, recorrió las principales avenidas del Callao y Lima hasta la Sede de la Nunciatura Apostólica ubicada en el distrito de Jesús María. El papamóvil fue recibido por una multitud apostada en la avenida Brasil, luego de bendecir el Monumento al Inmaculado Corazón de María, ubicado en el cruce con la avenida del Ejército. El Santo Padre fue recibido por una multitud de jóvenes en el exterior de la Nunciatura Apostólica, quienes recibieron el saludo y la bendición del papa.

### Encuentro con los pueblos de la Amazonía en Puerto Maldonado (viernes 19 de enero)

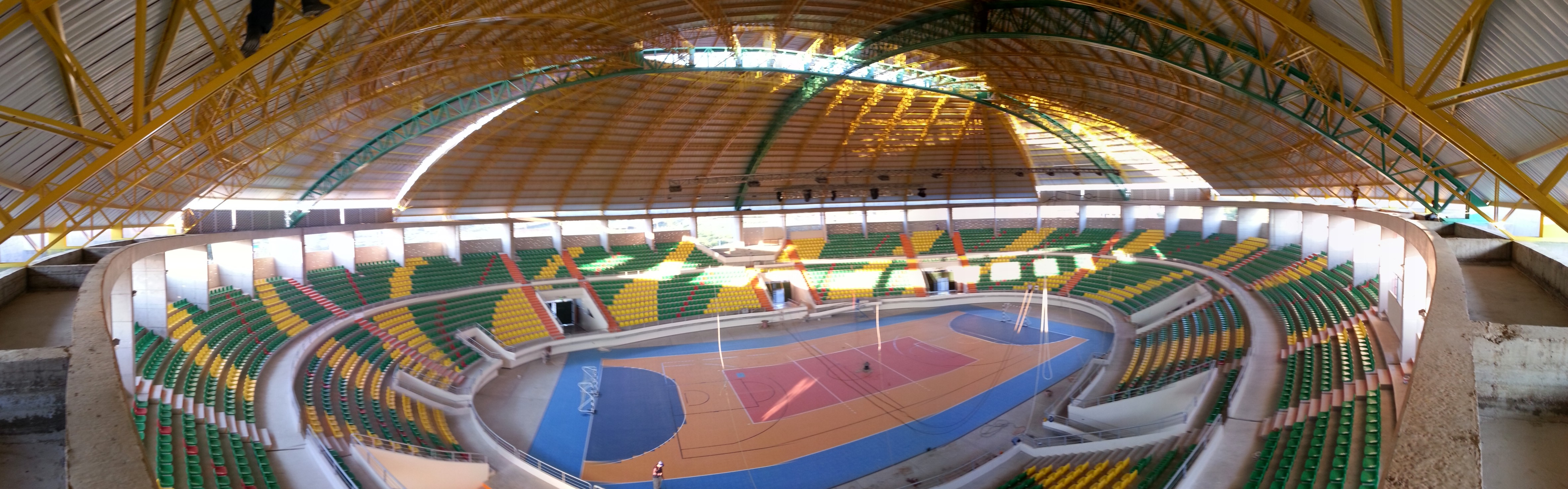
Coliseo de Puerto Maldonado

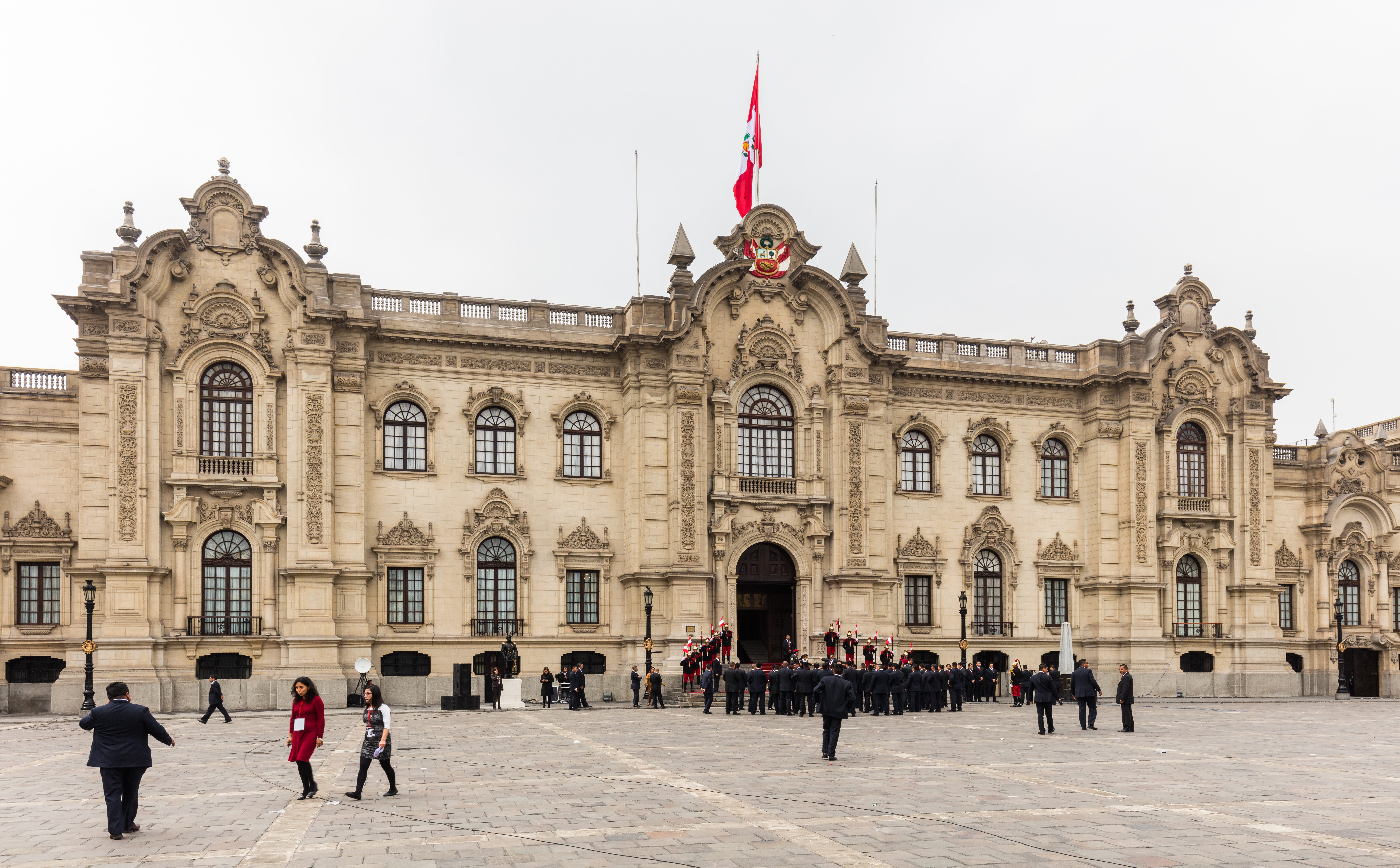
Palacio de Gobierno

El papa abordó el avión rumbo a Puerto Maldonado, donde fue recibido por el obispo de Puerto Maldonado monseñor David Martínez de Aguirre-Guinea y un grupo de niños. Al mediodía, se reunió con representantes de los pueblos indígenas de la Amazonía en el Coliseo Regional Madre de Dios en donde tomó postura por la defensa de la Amazonía, de los pueblos indígenas y denunció el neoextractivismo y la explotación y destrucción de los ecosistemas amazónicos, así como de la cultura originaria en la línea con su encíclica Laudato Si' y el Sínodo para la Amazonía que  tuvo lugar en octubre de 2019 en Roma. Posteriormente, visitó el Instituto Jorge Basadre, donde tuvo un encuentro con la población local de Puerto Maldonado y ciudades cercanas. Después, se reunió con los líderes de pueblos indígenas en el Centro Pastoral Apaktone, para posteriormente visitar el hogar infantil Principito.
En la tarde, dirigió un discurso en el Patio de Honor de Palacio de Gobierno reunido con las autoridades, con la sociedad civil y con el cuerpo diplomático, en el cual denunció la cultura de corrupción imbricada en la política y la sociedad peruana. En el Salón de Embajadores, posteriormente, fue recibido nuevamente por el presidente Kuczynski. 
Luego, se dirigió a la iglesia San Pedro donde tuvo un encuentro privado con los miembros de la Compañía de Jesús.

### Visita a Trujillo (sábado 20 de enero)

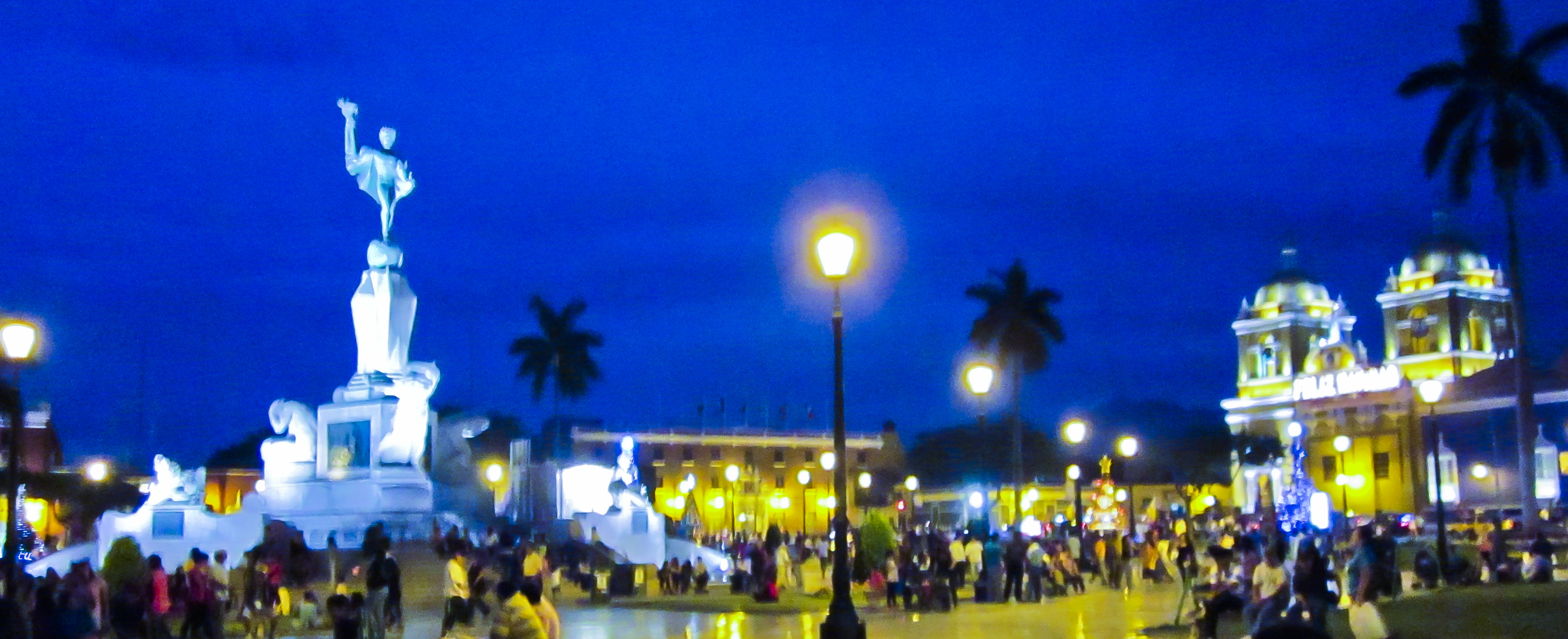
Plaza de Armas de Trujillo

En la mañana, el Santo Padre fue recibido por el arzobispo de Trujillo monseñor Miguel Cabrejos y por un grupo de jóvenes bailando la tradicional marinera norteña. Posteriormente, celebró la Santa Misa en el balneario de Huanchaco con la presencia de más de medio millón de fieles. Al mediodía, recorrió las calles del barrio de Buenos Aires, el cual fue afectado por los desastres del fenómeno del Niño Costero. Luego, tuvo un encuentro con sacerdotes, religiosos y religiosas, así como seminaristas de las circunscripciones eclesiásticas del norte del Perú en el Colegio Seminario San Carlos y San Marcelo. Al término de su visita en Trujillo, en la Plaza de Armas de la ciudad, se realizó una celebración mariana con la presencia y coronación solemne de la Virgen de la Puerta como "Madre de la Esperanza y la Misericordia".

### Jornada en Lima y último día en Perú (domingo 21 de enero)

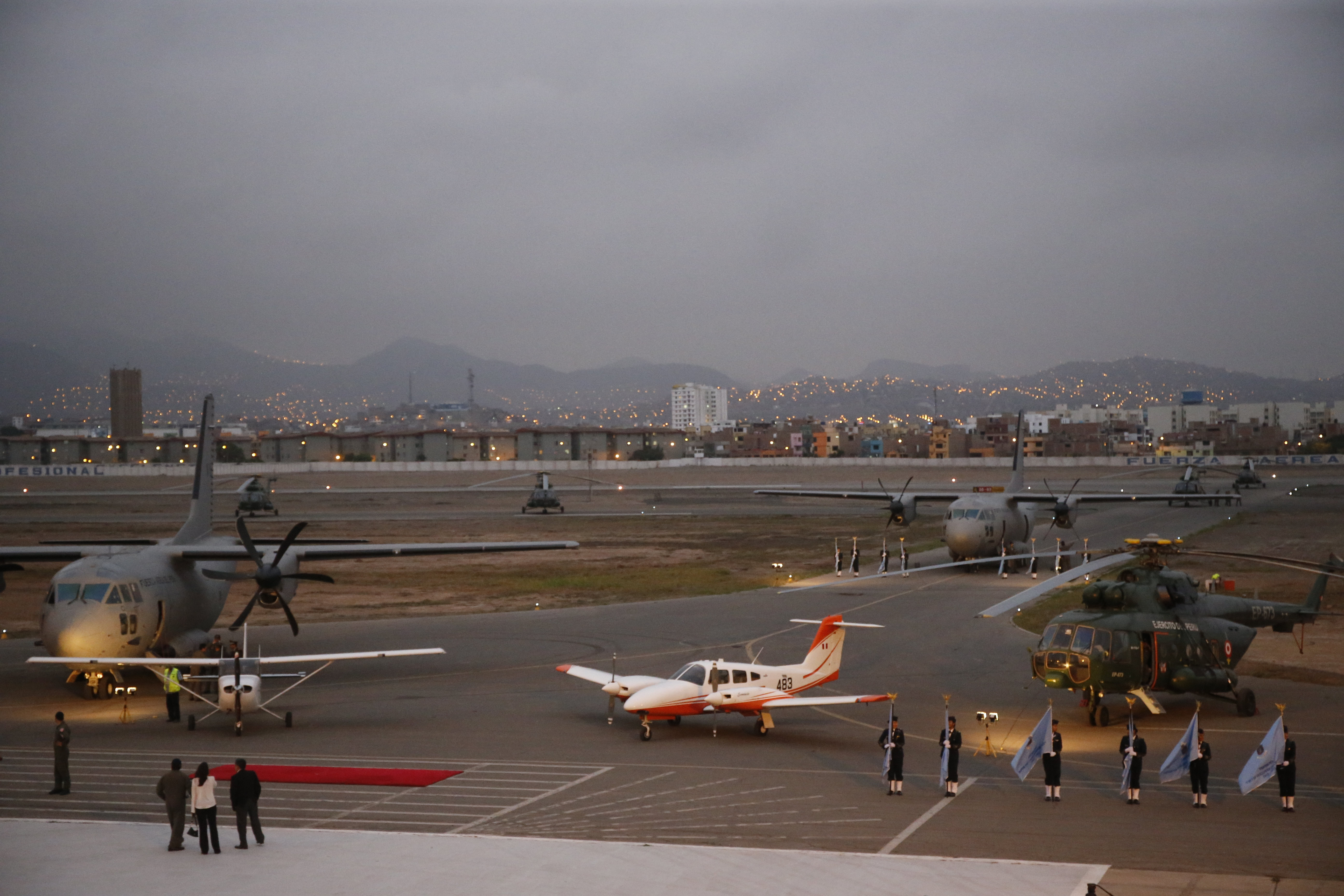
Base aérea Las Palmas

En la mañana, el papa Francisco se dirigió al Santuario del Señor de los Milagros en la iglesia de Las Nazarenas para rezar la Hora Tercia con religiosas de vida contemplativa. Posteriormente, el Santo Padre se dirigió a la Basílica Catedral de Lima donde veneró y oró las reliquias de los santos peruanos. Luego, se dirigió al Palacio Arzobispal, donde sostuvo un encuentro con los obispos peruanos. Al mediodía, se asomó al balcón del Palacio Arzobispal para el rezo del Ángelus en la Plaza de Armas. A las 4 p. m. el papa celebró la Santa Misa en la base aérea de las Palmas, la cual congregó a 1 200 000 fieles según cifras del Instituto Nacional de Defensa Civil (Indeci). El Santo Padre se despidió de los peruanos y partió rumbo a Roma a las 7:10 p. m., aproximadamente.